# Lobu Tolong
Lobu Tolong is een bestuurslaag in het regentschap Humbang Hasundutan van de provincie Noord-Sumatra, Indonesië. Lobu Tolong telt 1296 inwoners (volkstelling 2010).